# Trirogma
Trirogma  (лат.) — род ос из семейства Ampulicidae, включающий около 10 видов. Охотятся на тараканов. Юго-Восточная Азия и Палеарктика.

## Описание
Длина тела от 10 до 18 мм. Тёмного цвета, чёрные с синевато-зелёным отливом. Осы с удлинённым телом и стройными ногами. Брюшко стебельчатое. Охотятся на тараканов, которых жалят, парализуют и откладывают на них свои яйца.
Медиальная жилка передних крыльев дивергирует на или до cu-a; медиа задних крыльев дивергирует после cu-a; метасома отчётливо петиолевидная; основания усиков прикрыты срединной лобной площадкой; метастернум несколько выемчатый сзади, но не Y-образный; петиоль прикреплён над и несколько после задних тазиков.
Половой диморфизм в этом роде выражен довольно сильно. Мандибулы самок специализированы для захвата, а у самцов они простые. В то время как самки имеют 6 видимых метасомальных сегментов, самцы имеют только три видимых сегмента. У самок метасомальные пунктиры обычно мелкие, а у самцов — более грубые.

## Распространение
Юго-Восточная Азия (Индия, Индонезия, Китай, Малайзия, Мьянма, Шри-Ланка) и Палеарктика (Ирак, Иран, Тайвань).

## Систематика
Известно около 10 видов. Род был впервые выделен в 1841 году английским энтомологом Джоном Вествудом (1805—1893).
- Trirogma balaensis Pu & Zhou, 1989[4]
- Trirogma caerulea Westwood, 1841[3] typus
- Trirogma kohima Girish Kumar & Sheela, 2018[2]
- Trirogma lobusicurvus Liu et Li, 2024[5]
- Trirogma narendrani Madhavikutty, 2004[6]
- Trirogma nigra Cameron, 1903[7]
- Trirogma pingsheensis Pu & Zhou, 1989[4]
- Trirogma prismatica Smith, 1858[8]
- Trirogma regalis Krombein, 1979[9]